# Македонски вести
„Македонски вести“ с позаглавие Седмично списание за история, наука и литература е българско седмично списание, излизало в София в периода 24 януари 1935 – 16 октомври 1936 година.
Списанието е неофициален орган на комунистическата Вътрешна македонска революционна организация (обединена). Негов редактор-стопанин е Ангел Динев. Редактори са и Коста Веселинов и Михаил Сматракалев. Печата се в печатница „Съгласие“.
От брой 19 подзаглавието става Списание за наука, история и литература, в 32 – 39 Седмичник за наука, история и литература, а от 54 – Седмичник за история, литература и общественост. От брой 53 „Македонски вести“ става седмичен вестник за история, литература и общественост. Печата се в тираж 2500 броя. След брой 74 е забранен. В списанието Динев частично публикува брошурата си „Македонските славяни“ и монографията „Илинденската епопея“, в които застъпва идеята за независима македонска нация. Изданието е близко до Македонския литературен кръжок.
| Годишнина | Броеве  | Дата                              |
| --------- | ------- | --------------------------------- |
| I         | 1 – 38  | 24 януари 1935 – 30 октомври 1935 |
| II        | 39 – 74 | 5 януари 1936 – 16 октомври 1936  |